# Абуталыбов, Музаффар Гейдар оглы
Музаффар Гейдар оглы Абуталыбов (азерб. Müzəffər Heydər oğlu Abutalıbov; 14 декабря 1908 — 8 ноября 1984) — азербайджанский ботаник. Доктор биологических наук, академик АН Азербайджанской ССР.

## Биография
В 1917—1922 гг. учился в начальной школе г. Ордубада, в 1922—1926 гг. в педагогическом техникуме им. Шаига в г. Баку. В 1926—1930 гг. — студент сельскохозяйственного факультета Азербайджанского политехнического института.
В 1928—1930 гг. — лаборант Кафедры физиологии растений сельскохозяйственного факультета Азербайджанского политехнического института; в 1931—1935 гг. — ассистент кафедры физиологии растений Азербайджанского сельскохозяйственного института и ассистент кафедры Закавказского хлопкового института; в 1935—1936 гг. — доцент кафедры физиологии растений Азербайджанского сельскохозяйственного института, по совместительству старший научный сотрудник Азербайджанского научно-исследовательского хлопкового института; в 1936—1940 гг. — старший научный сотрудник отдела физиологии растений Института ботаники Азербайджанского отделения Закавказского филиала, а позже Азербайджанского филиала АН СССР, доцент Кафедры Азербайджанского государственного университета, руководитель отдела физиологии растений Муганской опытной станции, заместитель директора Института ботаники Азербайджанского филиала АН СССР по научной части; в 1940—1947 гг. — руководитель отдела физиологии и биохимии растений Института ботаники Азербайджанского филиала АН СССР, а позже АН Азерб. ССР; в 1946—1947 гг. — председатель Объединённого месткома АН Азерб. ССР; в 1947—1948 гг. — директор Института Ботаники АН Азерб. ССР, руководитель Отдела физиологии и биохимии растений, заведующий кафедрой ботаники Азербайджанского Педагогического института им. В. И. Ленина, учёный секретарь Биологического отделения АН Азерб. ССР; в 1949—1959 гг. — заведующий кафедрой физиологии растений Азербайджанского государственного университета им. С. М. Кирова, руководитель лабораторий физиологии растений Азербайджанского научно-исследовательского института земледелия АН Азерб. ССР, а позже Академии сельскохозяйственных наук Азерб. ССР; в 1960—1962 гг. — директор Института генетики и селекции АН Азерб. ССР, руководитель лаборатории физиологии растений того же института, член бюро отделения биологических наук АН Азерб. ССР; в 1962—1978 гг. — директор Института ботаники АН Азерб. ССР, руководитель отдела физиологии растений и председатель учёного совета данного института по защите диссертаций, член бюро отделения биологических наук АН Азерб. ССР, председатель координации научного совета Азерб. ССР по проблемам «Физиология и биохимия растений» и «Фотосинтез», член координационного совета СССР по проблемам «Физиология и биохимия растений» и «Фотосинтез», председатель Азербайджанского отделения ботанического общества СССР, член секции сельскохозяйственной биологии отделения растениеводства и селекции Всесоюзной ордена Ленина Академии сельскохозяйственный наук им. В. И. Ленина; в 1978—1984 гг. — заведующий лабораторией Института ботаники АН Азерб. ССР.

## Научная деятельность
Основные научные работы посвящены изучению минерального питания растений. Исследовал процессы поступления, передвижения, распределения и повторного использования химических элементов в растительном организме. Выявил положительное влияние некоторых микроэлементов на интенсивность фотосинтеза, углеводный и азотный обмен растений и азотфиксирующую способность почв различных типов.
В 1938 г. в Азербайджанском государственном университете защитил диссертацию на соискание научной степени кандидата биологических наук на тему: «Потребность хлопчатника в различных фазах развития в минеральных элементах». В 1938—1944 гг. М. Г. Абутылыбовым были получены ценные результаты всестороннего изучения передвижения, распределения и повторного использования кальция, бора, железа и марганца в хлопчатнике. Эти результаты, изменившие существовавшее до этого представление в этой области, легли в основу докторской диссертации. В 1944 г. в Институте физиологии растений им. К. А. Тимирязева АН СССР защитил докторскую диссертации на тему: «Передвижение кальция, бора, железа и марганца в хлопчатнике». В марте 1946 г. М. Г. Абуталыбову была присуждена научная степень доктора биологических наук. В 1950 г. утверждён профессором Кафедры физиологии растений Азербайджанского государственного университета им. С. М. Кирова.
В 1959 г. М. Г. Абуталыбов был избран членом-корреспондентом АН Азерб. ССР, а в 1968 г. академиком АН Азерб. ССР.
В Институте генетики и селекции АН Азерб. ССР М. Г. Абуталыбов организовал Лабораторию физиологии растений и применил новаторские методы исследований (изотопы, электронные микроскопы, хроматографию, электрофорез и т. д.). В 1953 г. М. Г. Абуталыбов приступил к организации Отдела физиологии растений научно-исследовательского Института земледелия АН Азерб. ССР в качестве руководителя по совместительству. Для освоения более прогрессивного метода исследований с применением радиоактивных изотопов М. Г. Абуталыбов создал в Азербайджанском государственном университете им. С. М. Кирова изотопную лабораторию, оснащённую новейшими приборами и оборудованием, и с этой целью вместе со своими сотрудниками прошёл специальные курсы в Институте биофизики АН СССР. В результате исследований с применением радиоактивных изотопов были получены ценные результаты, имеющие научно-практическое значение.
М.Абуталыбов является автором целого ряда научных монографий, учебников и учебных пособий, около 300 статей, а также опубликованного Азербайджанской Советской Энциклопедией серии статей по проблемам физиологии растений и биохимии. Учениками М.Абуталыбова являются 55 кандидатов и докторов наук. В 1939 г. М. Г. Абуталыбовым совместно с Я. М. Исаевым была впервые составлена терминология по ботанике на азербайджанском языке. В 1956 и 1960 гг. М. Г. Абуталыбов опубликовал первый и второй тома учебника по физиологии растений на азербайджанском языке. Это издание было первым учебником в данной области и широко использовалось студентами, специалистами и аспирантами. В 1959—1962 гг. М. Г. Абуталыбов опубликовал три монографии на азербайджанском языке («Значение микроэлементов в жизни растений и повышении урожайности сельскохозяйственных культур», «Минеральное питание растений», «Значение микроэлементов в обмене веществ в растительном организме») и одну на русском языке («Значение микроэлементов в растениеводстве»). В этих трудах освещается современное положение проблемы микроэлементов, физиологии минерального питания растений и подводятся итоги проведённых широких опытов в условиях Азербайджана.
В 1963 г. выступил с лекциями в Будапештском университете по физиологии минерального питания растений и вместе с сотрудниками университета разработал тему «Влияние кальция на поступление галогенов в растение».
О работах М. Г. Абуталыбова говорится в докладах Г. А. Алиева «Развитие ботанической науки в Азербайджане» (Изв. АН Азерб. ССР, 1950), «Третье Всесоюзное совещание по микроэлементам» (Изв. АН Азерб. ССР, 1958), книге Ю. Г. Мамедалиева «Достижения науки в Азербайджане» (1960), а также научных трудах азербайджанских и советских учёных (Школьник М. Я. («Применение микроэлементов в сельском хозяйстве и медицине. Труды Всесоюзного совещания по микроэлементам», Рига, 1959; Изд-во МГУ, 1967), Красинский Н. П. («Физиология растений», т. 6, 1959), Петров-Спиридонов А. Е. (Изд. Тимирязевской Сельскохозяйственной Академии, 1962), Даутова Э. С. (Ташкент, Изд. АН Узбекской ССР, 1965), Строганов Б. П. (Изд. МГУ, 1967), Андреев Т. Ф. («Физиология сельскохозяйственных растений», Изд. МГУ, 1967), Волобуева В. Р. и Караева А. И. («Развитие науки в Азербайджане», 1967) и др.).
М. Г. Абуталыбов был участником и докладчиком на многих всесоюзных и международных конференциях и совещаниях. В их числе I (1955 г.), II (1957 г.), III (1958 г., член Оргкомитета) и IV (1959 г., член Оргкомитета) Всесоюзные совещания по микроэлементам, Объединённая научная сессия АН Узбекской ССР и Союз НИХИ по вопросам развития хлопководства, II Всесоюзная конференция по фотосинтезу, Всесоюзная научно-техническая конференция по применению радиоактивных и стабильных изотопов в народном хозяйстве, V Международный конгресс по биохимии в г. Москва (1961 г.), X Международный ботанический конгресс (1964 г., доклад М. Г. Абуталыбова на этом конгрессе на тему: «Передвижение кальция в растительном организме» был опубликован на английском языке в Шотланидии, г. Эдинбург), координационные совещания СССР по проблеме физиологии и биохимии растений (1966, 1967 гг.), совещание Отделения общей биологии и физиологии активных веществ, посвящённое 50-летию Великой октябрьской революции, Всесоюзные Пущинские чтения по фотосинтезу (г. Пущино на Оке, 1970), Юбилейная сессия Академии наук СССР, посвящённая 250-летию АН СССР (1975). М. Г. Абуталыбов был также организатором III Всесоюзного совещания по микроэлементам в г. Баку (1958 г.) и членом советского Оргкомитета по подготовке XI Международного ботанического конгресса (1968 г.).

## Награды
Награждён медалями «За трудовую доблесть», «За оборону Кавказа» и «За доблестный труд в Великой Отечественной войне 1941—1945 гг.», а также серебряной и бронзовой медалями участника проходившей в Москве Всесоюзной сельскохозяйственной выставки.

## Известные адреса
Баку, Проспект Нефтяников, 69